# Давиденко Валерій Миколайович
Валерій Миколайович Давиденко (16 березня 1973, м. Носівка, Чернігівська область — 23 травня 2020, Київ) — український підприємець та політик. Народний депутат України VIII та IX скликань. Працював заступником Міністра аграрної політики та продовольства України (2013—2014).

## Життєпис
Народився 16 березня 1973 року у місті Носівка, що на Чернігівщині. Його батько працював водієм, а мати була бухгалтеркою. Його родина за материнською лінією також походила з Носівки.
Середню освіту здобув у Носівській середній школі № 1.
У 1989—1990 працював різноробочим на МТФ в КСП ім. Енгельса у Носівці;
1995 року отримав диплом про вищу освіту в Українському університеті харчових технологій.
Після закінчення університету, у 1996—1998 — директор ЗАТ «Агропрофіт»;
1998 року переїхав до Києва й у 1998—2000 рр. працював інженером-механіком у ТОВ «Український будинок зв'язку», у 2000—2004 — спеціалістом зі страхування у САТ «Саламандра-Схід» та ЗАТ «Українська страхова група».
У 2004—2013 — на посаді генерального директора ТОВ "СП «Агродім».
2007 року разом із партнерами Юрієм Колобовим та Борисом Приходьком стає власником «Терра Банку».
20 травня 2013 — указом президента України Януковича призначений заступником Міністра аграрної політики та продовольства України. За час роботи на цій посаді він потрапив у корупційний скандал, пов'язаний з тим, що підпорядкована міністерству Державна продовольчо-зернова корпорація України отримала від Китаю 1,5 мільярди доларів в обмін на поставку зерна в КНР, але не менше 200 мільйонів доларів від цих коштів були виведені в офшори.
12 березня 2014 розпорядженням прем'єр-міністра Яценюка звільнений з посади заступника Міністра аграрної політики та продовольства України.
З червня 2014 — радник дирекції з розвитку перспективних програм ЗАТ «Інститут інноваційного провайдингу Української академії аграрних наук».
Був фігурантом низки інших корупційних скандалів. Так, під час передвиборної кампанії на парламентських виборах 2014 року його звинувачували у підкупі виборців та джинсі у ЗМІ й соцмережах. Після обрання народним депутатом він переписав свій бізнес на свою матір і називав себе достатньо бідною людиною, хоча володів колекцією дорогих годинників. Також частина майна була записана на його цивільну дружину Людмилу Нестеренко.
2017 року Валерій Давиденко був серед депутатів, які намагалися завадити співробітникам НАБУ відправити тодішнього керівника Державної фіскальної служби України Романа Насірова на обстеження, оскільки той не міг брати участь у засіданні з обрання запобіжного заходу у справі щодо його причетності до корупції у податковій сфері нібито через стан здоров'я і терміново ліг у лікарню «Феофанія».

## Смерть
23 травня 2020 року тіло Давиденка знайшли з вогнепальним пораненням у голову у вбиральні його приймальної на вулиці Велика Васильківська, 4А в Києві. Тіло виявила прибиральниця близько пів на сьому вечора. Правоохоронні органи на початку розслідування розглядали версію про самогубство, вбивство або інсценування самогубства. Згодом справу перекваліфікували на умисне вбивство.
Поруч із тілом знайшли зброю марки Glock, яка є нагородною та була власністю Давиденка. Також слідчі переглядали відео з камер спостереження поблизу місця події та з камер спостереження в його офісі. Вдень 22-го травня він написав останній допис у Facebook щодо боротьби з коронавірусом. 23 травня він повернувся до Києва з міста Козелець на Чернігівщині, але протягом дня на дзвінки не відповідав. О 16-й годині дня в нього мала відбутися зустріч з іншим народним депутатом України Борисом Приходьком, але коли той прийшов, офіс був зачинений.
Колега Давиденка по групі «Довіра» у Верховній Раді України Сергій Шахов заявив, що відкидає версію про самогубство і вважає, що Давиденка вбили.
25 травня в Києві відбулося прощання з Давиденком, що проходило в ритуальному залі лікарні «Феофанія». Поховали Давиденка 26 травня на батьківщині, в Носівці Чернігівської області.
На 25 жовтня 2020 року було заплановано вибори народного депутата на місце Давиденка, вони мали пройти на 208-му окрузі Чернігівської області.
9 червня генпрокурор І. Венедіктова заявила, що основною версією слідства щодо смерті депутата є самогубство.

## Політика
Переміг на виборах до Верховної Ради 2014 року в одномандатному окрузі № 208 (Бахмацький, Борзнянський, Куликівський, Менський, Талалаївський райони, частина Ічнянського району) кандидат від партії Всеукраїнське аграрне об'єднання «Заступ».
Не голосував за проєкт постанови про «Заяву Верховної Ради України з приводу невизнання Україною легітимности виборів до Державної Думи Федеральних Зборів РФ сьомого скликання».
2019 року обраний до Верховної Ради 9 скликання як безпартійний самовисуванець за 208 округом (Чернігівська область). З 6 грудня 2019 року — член депутатської групи «Довіра», до того — позафракційний. Член Комітету з питань економічного розвитку.
Належав до депутатської групи «Довіра», був членом комітету ВРУ з економічного розвитку, входив до груп міжпарламентських зв'язків з Чехією, Угорщиною, Бразилією, ОАЕ, Аргентиною.
Останнім часом був співголовою партії «Наш край».

## Сім'я
Перебував у цивільному шлюбі з Людмилою Нестеренко, мав двох доньок — Ольгу та Євгенію..
Мати — Давиденко Валентина Миколаївна. Більшу частину свого бізнесу й авто син переписав на неї.
Мав старшу сестру, яка працює вчителем у Носівській середній школі № 1.
Його бабуся працювала продавчинею в магазині, а дід після Другої світової війни залишився інвалідом і працював удома.

## Статки і бізнес

### Статки
Після обрання депутатом переписав свій бізнес на матір, родичів та близьке оточення. Володів двома елітними авто, які були записані на матір та дружину: Toyota Land Cruiser (на матір) і Infiniti FX 50 (на дружину). 2020 року йому повернули борг у 41,5 млн гривень. Основний бізнес — сільськогосподарське підприємство «Агродім» (головний офіс у Бахмачі) і ТОВ «РЕГІОН-2007» (Козелець). Серед засновників «Агродому» — матір Давиденка і майбутній міністр фінансів в уряді Миколи Азарова Юрій Колобов. Був власником великої кількості земельних ділянок у Козині, Носівці, Старих Безрадичах, орендував офіси в кількох містечках Чернігівської області. Квартири в Києві були записані на родичів (переважно на цивільну дружину Нестеренко Людмилу). Мав два карабіни і швейцарський годинник Audemars Piguet за 286000 грн.
Також володів футбольною командою Агродім із Бахмача Чернігівської області.
Був головним спонсором чернігівського видання «ЧЕline» та куратором партії «Наш край» на Чернігівщині.

### Бізнес-партнери
Серед ключових бізнес-партнерів були Юрій Колобов і Борис Приходько. Обоє обіймали високі посади за Януковича і проти них були відкриті кримінальні справи. Бориса Приходька звинувачували у присвоєнні 2 млрд грн. Справу так і не розкрили.
По ТОВ СП «Агродім» основним партнером була Хомайко Ірина, вона мала долю в компанії 51,1 %, ще 12 % мала мати депутата. І 12 % мав Бедриківський Олександр, син прокурора Володимира Бедриківського, ексзаступника Генерального прокурора Юрія Луценка.
Одним із партнерів по численним компаніям був Ругаль Олександр (ТОВ «Агродім», ТОВ «Агросвіт», носівська фабрика «Реммеблі»).
По «Агродому» і ТОВ "КУА «ПРОГРЕСИВНІ ІНВЕСТИЦІЙНІ СТРАТЕГІЇ» із швейцарською реєстрацією був партнером Веревський Андрій.
По «Агродому» і ТОВ «КПД АГРОТРЕЙД» був партнером Денисюк Ігор.